# Stephen Meads
Stephen Meads (* 19. April 1970) ist ein ehemaliger englischer Squashspieler.

## Karriere
Stephen Meads begann Ende der 1990er-Jahre seine Karriere auf der PSA World Tour, auf der er insgesamt neun Titel gewann. Er erreichte mit Rang 11 im November 1995 seine höchste Platzierung in der Weltrangliste. Insgesamt zwölfmal nahm er an der Weltmeisterschaft teil, dabei erstmals 1990. Das Erreichen der zweiten Runde im Jahr 2002 war sein bestes Resultat. 1995 wurde er britischer Landesmeister. Für die englische Nationalmannschaft bestritt er insgesamt 13 Partien, die er alle gewann. 1994 und 1997 gewann er mit England die Europameisterschaft. Er beendete seine Karriere im November 2003.

## Erfolge
- Europameister mit der Mannschaft: 1994, 1997
- Gewonnene PSA-Titel: 9
- Britischer Meister: 1995